# 東京ラストチカ
『東京ラストチカ』（とうきょうラストチカ）は、みよしふるまちによる日本の漫画。
『月刊コミックブレイドアヴァルス』（マッグガーデン）にて2010年3月号から11月号まで連載された。単行本は全2巻（マッグガーデン）。

## あらすじ
明治43年、春―――。母を亡くし、幼い弟と2人だけになってしまった津村花は、子爵の有馬家に女中奉公に出ることになる。若く優しい当主・光亨に花は身分の違いを感じつつも仄かな想いを抱くが、母を奪った病は花をも蝕んでいた。

## 登場人物
津村 花（つむら はな）
本作の主人公。17歳。明るく素直な少女。紡績工場の女工だった母が肺の病で亡くなり、幼い弟と2人きりになり、有馬家に奉公に出ることになる。
有馬 光亨（ありま みつゆき）
19歳。子爵家の若き当主で、川端紡績の社長。物腰の柔らかい青年。幼い頃は物書きを目指していたが、父によって阻まれ、断念した。
有馬 千鶴子（ありま ちづこ）
14歳。光亨の父方の従妹。若い女が光亨に近付くのが気に食わず、これまでも何人もの若い女中たちが辞めていく原因を作った。窮屈な生活に嫌気が差し、花も追い出そうとしたが、互いに本音をぶつけ合い和解する。
津村 秋吉（つむら あきよし）
10歳。花の弟。

## 書誌情報
みよしふるまち 『東京ラストチカ』 マッグガーデン〈アヴァルスコミックス〉 全2巻
1. 2010年11月15日発売、ISBN 978-4-86127-792-4
  - 明治四十三年、春（『月刊コミックブレイド アヴァルス』2010年3月号）
  - 猫とねずみ（『月刊コミックブレイド アヴァルス』2010年4月号）
  - ないものねだり（『月刊コミックブレイド アヴァルス』2010年5月号）
  - 沈む町（『月刊コミックブレイド アヴァルス』2010年6月号）
  - 告白（『月刊コミックブレイド アヴァルス』2010年7月号）
2. 2011年03月15日発売、ISBN 978-4-86127-839-6
  - 明治四十三年、冬（『月刊コミックブレイド アヴァルス』2010年8月号）
  - 雪（『月刊コミックブレイド アヴァルス』2010年9月号）
  - 花（『月刊コミック アヴァルス』2010年10月号）
  - 再び、春（『月刊コミック アヴァルス』2010年11月号）
  - エピローグ（書き下ろし）